# Edward Dzieduszycki
Edward Dzieduszycki herbu Sas (ur. 17 lutego 1818 – zm. 5 sierpnia 1880) – ziemianin i działacz gospodarczy, hrabia.
Ziemianin, właściciel od 1856 dóbr Budyłów koło Kuropatnik, w pow. brzeżańskim. Od 24 czerwca 1856 członek (1858-1868) a potem członek oddziału lwowskiego (1869-1874) i działacz Galicyjskiego Towarzystwa Gospodarskiego, zastępca członka (1869) członek (28 czerwca 1870 – 24 czerwca 1874) Komitetu GTG. Członek kontrolującej rady nadzorczej Galicyjskiego Towarzystwa Kredytowego Ziemskiego (1869-1880). Kazimierz Chłędowski tak go sportretował: Edward hr. Dzieduszycki wyglądał jak Donkiszot, z rodu był wysoki, a schudł okropnie, bo miał żonę znaną jędzę, która w strasznym go trzymała tyraństwie. Biedny hr. Edward pracował jako członek dyrekcji Towarzystwa Kredytowego Ziemskiego i - wzdychał. Uśmiechu nikt nie widział na jego twarzy, bo prócz żony miał sporo dzieci, a majątku żadnego. Ubierał się począwszy od roku 1863 ciągle po polsku, bo zapewne nie miał dostatecznych funduszów, aby od razu zmienić garderobę na strój europejski. Ten strój "quasi" nacjonalny był nie tylko u niego, ale i u innych, którzy go jeszcze nosili, bardzo komiczny, szczęściem go zarzucono.

## Rodzina
Urodził się w rodzinie ziemiańskiej, syn Ludwika Benedykta (1778-1851) i Domicelli z Bielskich (1793-1851). Ożenił się z Józefą z Łosiów (ur. 1828), mieli dzieci: synów:  Zygmunta Mariana Ludwika (ur. 1849), Tadeusza Mariana Józefa (ur. 1850),  Michała Józefa Mariana (1851-[1902), Józefa, Antoniego, Leona Mariana (1858-1896), Ludwika Justyna (ur. 1861), Kazimierza Mariana (ur. 1863) oraz córki: Domicellę, żonę Adama Henzla i Marię, żonę Urbana Massalskiego.